# 서보 벤체 (펜싱 선수)
서보 벤체(헝가리어: Szabó Bence, 1962년 6월 13일~)는 헝가리의 펜싱 선수, 체육행정인, 지도자로 주 종목은 사브르이다. 올림픽에 3회 참가하여 금메달 2개, 은메달 2개를 획득했고 1988년 하계 올림픽 남자 사브르 단체전 금메달과 1992년 하계 올림픽 남자 사브르 개인전에서 금메달을 획득했다.